# Sedliště (Jičíni járás)
Sedliště település Csehországban, a Jičíni járásban. Sedliště Staré Hrady, Markvartice, Zelenecká Lhota és Bystřice településekkel határos. Lakosainak száma 95 fő (2024. január 1.).

## Népesség
A település lakosságának változását az alábbi diagram mutatja:
| Lakosok száma | 250  | 258  | 220  | 139  | 115  | 96   | 102  | 99   | 101  | 95   |
|               | 1869 | 1890 | 1921 | 1950 | 1980 | 2001 | 2017 | 2019 | 2022 | 2024 |